# Relazioni bilaterali tra Italia e Indonesia
Le relazioni bilaterali tra Italia e Indonesia fanno riferimento ai rapporti diplomatici fra la Repubblica Italiana e la Repubblica di Indonesia. Da sempre l'Italia ha manifestato la volontà di rafforzare i rapporti commerciali e interculturali con l'Indonesia, vista come il principale paese del sud-est asiatico, e quest'ultima riconosce il ruolo strategico dell'Italia all'interno dell'area mediterranea. Le relazioni tra i due paesi sono importanti non solo per le connessioni tra le due comunità regionali di appartenenza, Unione europea e ASEAN, ma anche per un dialogo interculturale e interconfessionale, dal momento che l'Indonesia è il primo paese al mondo per popolazione di fede musulmana, mentre l'Italia è il centro del mondo cattolico.
L'Italia ha un'ambasciata a Giacarta, l'Indonesia ha un'ambasciata a Roma, che gestisce anche i rapporti diplomatici con Cipro, Malta e San Marino.

## Storia
Gli esploratori italiani furono tra i primi europei a raggiungere l'arcipelago malese, riportando informazioni rilevanti anche per le successive esplorazioni del continento asiatico. Nel XIII secolo, Marco Polo fece tappa nell'odierna Aceh, nel nord dell'isola di Sumatra, durante il suo viaggio di ritorno dalla Cina. Nei primi anni del XIV secolo, un monaco francescano, Odorico da Pordenone, visitò numerose località tra cui le isole di Sumatra e Giava e la città di Banjarmasin, nel Borneo, tra il 1318 e il 1330. Nei suoi scritti descrisse il palazzo dorato del re giavanese e la guerra contro il Gran Khan della Cina.
Le relazioni diplomatiche tra i due paesi ebbero inizio il 29 dicembre 1949, quando l'Italia riconobbe la Repubblica di Indonesia. La prima rappresentanza diplomatica indonesiana a Roma fu stabilita nel marzo del 1952, mentre l'Italia stabilì la propria rappresentanza a Giacarta nell'ottobre dello stesso anno. Nel dicembre del 1953, i due governi concordarono l'elevamento delle due rappresentanze al grado di ambasciate.

## Visite ufficiali
Nel 1997 il Primo ministro italiano Romano Prodi visitò l'Indonesia, mentre nel 2002 il Presidente indonesiano Abdurrahman Wahid effettuò una visita di Stato in Italia, seguito da Megawati Sukarnoputri nel 2003.Tra il 23 e il 24 aprile 2012 l'Indonesia ricevette la visita del Ministro per gli Affari Esteri italiano, Giulio Terzi, nell'ambito del summit UE-ASEAN.

## Commercio e investimenti
Nel 2012 i rapporti commerciali bilaterali avevano raggiunto un valore di 4.5 miliardi di dollari.